# Campionati europei di judo 2025
I campionati europei di judo 2025 sono stati la 74ª edizione della competizione organizzata dalla European Judo Union. Si sono svolti dal 23 al 27 aprile 2025 alla Morača Sports Center di Podgorica, in Montenegro.

## Partecipanti
Hanno preso parte alla competizione 414 judoka in rappresentanza di 47 distinte nazioni.
1. Atleti Individuali Neutrali (27)
2. Albania (4)
3. Armenia (3)
4. Austria (16)
5. Azerbaigian (15)
6. Belgio (9)
7. Bosnia ed Erzegovina (6)
8. Bulgaria (12)
9. Croazia (12)
10. Cipro (9)
11. Rep. Ceca (11)
12. Danimarca (2)
13. Spagna (12)
14. Estonia (7)
15. Finlandia (6)
16. Francia (18)
17. Georgia (15)
18. Germania (18)
19. Gran Bretagna (8)
20. Grecia (7)
21. Ungheria (15)
22. Islanda (1)
23. Irlanda (2)
24. Israele (15)
25. Italia (18)
26. Kosovo (4)
27. Lettonia (3)
28. Liechtenstein (1)
29. Lituania (5)
30. Lussemburgo (1)
31. Moldavia (10)
32. Malta (2)
33. Montenegro (9)
34. Paesi Bassi (15)
35. Macedonia del Nord (2)
36. Norvegia (1)
37. Polonia (14)
38. Portogallo (9)
39. Romania (5)
40. Serbia (18)
41. Slovacchia (6)
42. Slovenia (5)
43. Svizzera (5)
44. Svezia (3)
45. Turchia (14)
46. Ucraina (13)
47. IJF Refugee Team (1)

## Podi

### Uomini
| Evento             | Oro                  | Argento                   | Bronzo              |
| 60 kg (dettagli)   | Giorgi Sardalashvili | Ayub Bliev                | Ahmad Yusifov       |
| 60 kg (dettagli)   | Giorgi Sardalashvili | Ayub Bliev                | Luka Mkheidze       |
| 66 kg (dettagli)   | Daikii Bouba         | Murad Chopanov            | Luukas Saha         |
| 66 kg (dettagli)   | Daikii Bouba         | Murad Chopanov            | Walide Khyar        |
| 73 kg (dettagli)   | Danil Lavrentev      | Manuel Lombardo           | Joan-Benjamin Gaba  |
| 73 kg (dettagli)   | Danil Lavrentev      | Manuel Lombardo           | Rashid Mammadaliyev |
| 81 kg (dettagli)   | Timur Arbuzov        | Tato Grigalashvili        | Matthias Casse      |
| 81 kg (dettagli)   | Timur Arbuzov        | Tato Grigalashvili        | Zelim Tckaev        |
| 90 kg (dettagli)   | Christian Parlati    | Maxime-Gaël Ngayap Hambou | Murad Fatiyev       |
| 90 kg (dettagli)   | Christian Parlati    | Maxime-Gaël Ngayap Hambou | Ivaylo Ivanov       |
| 100 kg (dettagli)  | Ilia Sulamanidze     | Zelym Kotsoiev            | Simeon Catharina    |
| 100 kg (dettagli)  | Ilia Sulamanidze     | Zelym Kotsoiev            | Gennaro Pirelli     |
| +100 kg (dettagli) | Inal Tasoev          | Valeriy Endovitskiy       | Erik Abramov        |
| +100 kg (dettagli) | Inal Tasoev          | Valeriy Endovitskiy       | Lukáš Krpálek       |

### Donne
| Evento            | Oro              | Argento             | Bronzo                |
| 48 kg (dettagli)  | Shirine Boukli   | Catarina Costa      | Assunta Scutto        |
| 48 kg (dettagli)  | Shirine Boukli   | Catarina Costa      | Andrea Stojadinov     |
| 52 kg (dettagli)  | Distria Krasniqi | Odette Giuffrida    | Ariane Toro           |
| 52 kg (dettagli)  | Distria Krasniqi | Odette Giuffrida    | Naomi van Krevel      |
| 57 kg (dettagli)  | Seija Ballhaus   | Eteri Liparteliani  | Veronica Toniolo      |
| 57 kg (dettagli)  | Seija Ballhaus   | Eteri Liparteliani  | Martha Fawaz          |
| 63 kg (dettagli)  | Renata Zachová   | Clarisse Agbegnenou | Joanne van Lieshout   |
| 63 kg (dettagli)  | Renata Zachová   | Clarisse Agbegnenou | Carlotta Avanzato     |
| 70 kg (dettagli)  | Szofi Özbas      | Elisavet Teltsidou  | Lara Cvjetko          |
| 70 kg (dettagli)  | Szofi Özbas      | Elisavet Teltsidou  | Aleksandra Andrić     |
| 78 kg (dettagli)  | Patrícia Sampaio | Anna Monta Olek     | Yuliia Kurchenko      |
| 78 kg (dettagli)  | Patrícia Sampaio | Anna Monta Olek     | Fanny Estelle Posvite |
| +78 kg (dettagli) | Romane Dicko     | Raz Hershko         | Asya Tavano           |
| +78 kg (dettagli) | Romane Dicko     | Raz Hershko         | Elis Startseva        |

### Misti
| Evento                   | Oro | Argento | Bronzo |
| Squadra mista (dettagli) | Georgia Lasha Shavdatuashvili Mikheili Bakhbakhashvili Luka Maisuradze Giorgi Jabniashvili Guram Tushishvili Irakli Demetrashvili Nino Loladze Eteri Liparteliani Eter Askilashvili Mariam Tchanturia Sophio Somkhishvili | Italia Manuel Lombardo Giovanni Esposito Christian Parlati Kenny Komi Bedel Gennaro Pirelli Odette Giuffrida Veronica Toniolo Giorgia Stangherlin Irene Pedrotti Erica Simonetti Asya Tavano | Atleti Individuali Neutrali Danil Lavrentev Mansur Lorsanov Karen Galstian Tamerlan Bašaev Timur Arbuzov Irina Zueva Daria Mezhetskaia Daria Antonova Tamara Lishchenko Elis Startseva Mariia Ivanova |
| Squadra mista (dettagli) | Georgia Lasha Shavdatuashvili Mikheili Bakhbakhashvili Luka Maisuradze Giorgi Jabniashvili Guram Tushishvili Irakli Demetrashvili Nino Loladze Eteri Liparteliani Eter Askilashvili Mariam Tchanturia Sophio Somkhishvili | Italia Manuel Lombardo Giovanni Esposito Christian Parlati Kenny Komi Bedel Gennaro Pirelli Odette Giuffrida Veronica Toniolo Giorgia Stangherlin Irene Pedrotti Erica Simonetti Asya Tavano | Germania Erik Abramov Seija Ballhaus Samira Bouizgarne Timo Cavelius Fabian Kansy Losseni Kone Anna Monta Olek Dena Pohl Jano Rübo Pauline Starke Friederike Stolze Igor Wandtke                      |

## Medagliere
| Posiz. | Nazione                     | Oro | Argento | Bronzo | Totale |
| ------ | --------------------------- | --- | ------- | ------ | ------ |
| –      | Atleti Individuali Neutrali | 3   | 3       | 2      | 8      |
| 1      | Francia                     | 3   | 2       | 5      | 10     |
| 2      | Georgia                     | 3   | 2       | 0      | 5      |
| 3      | Italia                      | 1   | 3       | 5      | 9      |
| 4      | Germania                    | 1   | 1       | 2      | 4      |
| 5      | Portogallo                  | 1   | 1       | 0      | 2      |
| 6      | Rep. Ceca                   | 1   | 0       | 1      | 2      |
| 7      | Ungheria                    | 1   | 0       | 0      | 1      |
| 7      | Kosovo                      | 1   | 0       | 0      | 1      |
| 9      | Azerbaigian                 | 0   | 1       | 4      | 5      |
| 10     | Grecia                      | 0   | 1       | 0      | 1      |
| 10     | Israele                     | 0   | 1       | 0      | 1      |
| 12     | Paesi Bassi                 | 0   | 0       | 3      | 3      |
| 13     | Serbia                      | 0   | 0       | 2      | 2      |
| 14     | Belgio                      | 0   | 0       | 1      | 1      |
| 14     | Bulgaria                    | 0   | 0       | 1      | 1      |
| 14     | Croazia                     | 0   | 0       | 1      | 1      |
| 14     | Finlandia                   | 0   | 0       | 1      | 1      |
| 14     | Spagna                      | 0   | 0       | 1      | 1      |
| 14     | Ucraina                     | 0   | 0       | 1      | 1      |
| Totale | Totale                      | 15  | 15      | 30     | 60     |